# 토드 암스트롱

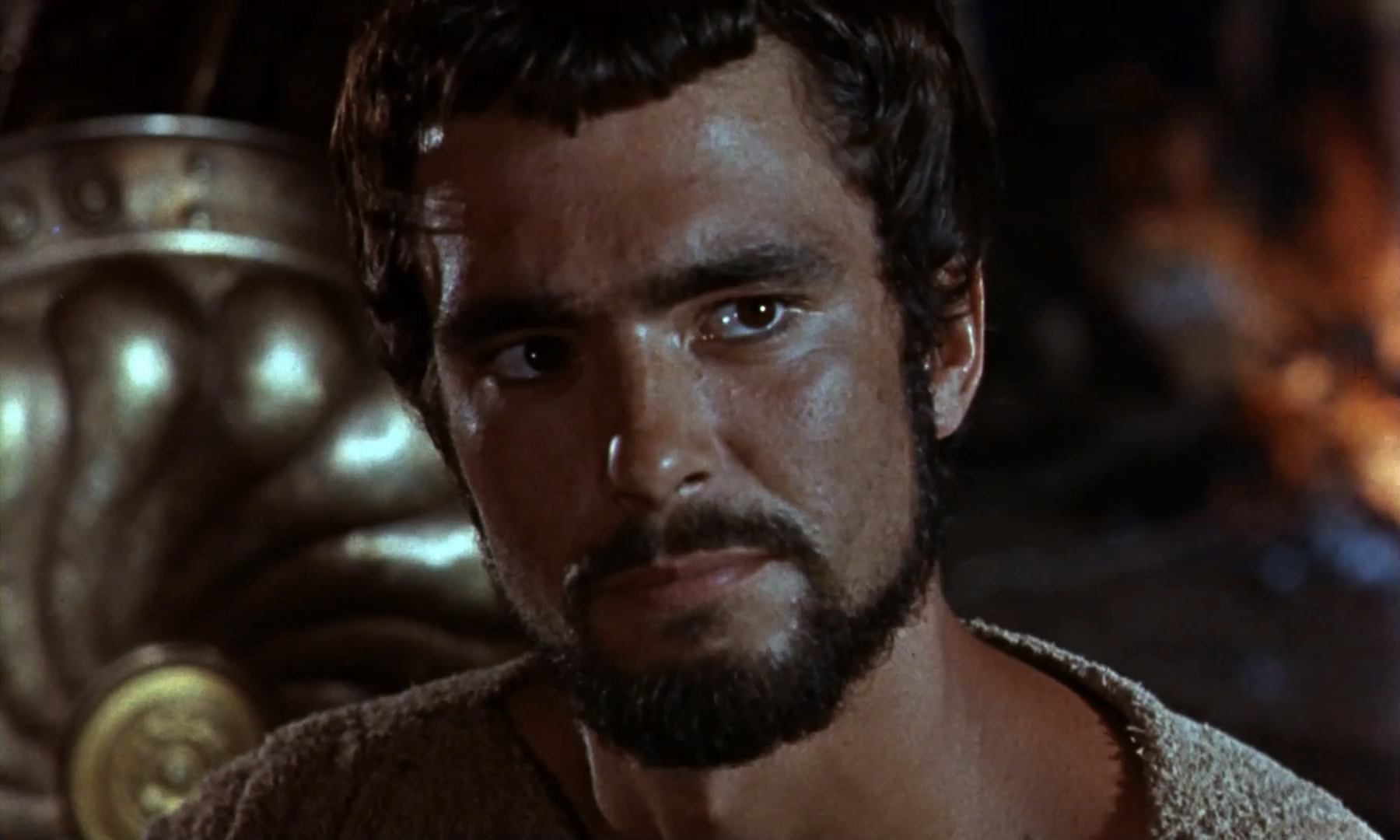

토드 암스트롱(Todd Armstrong, 1937년 7월 25일 ~ 1992년 11월 17일)은 미국의 배우, 텔레비전 배우, 영화배우이다.
세인트루이스에서 태어났다.

## 영화
- 살인을 위한 시간 (1967년)
- 사이렌서 (1966년)
- LA 현금 탈취 작전 (1966년)
- 킹 랫 (1965년)
- 아르고 황금 대탐험 (1963년) - 이아손 역
- 파이브 핑거 엑서사이즈 (1962년)
- 딜론 보안관 (1955년)